# Casal del Germà Miquel
El Casal del Germà Miquel és un edifici de Premià de Mar (Maresme) inclòs a l'Inventari del Patrimoni Arquitectònic de Catalunya.

## Descripció
Es tracta d'un edifici per a ús religiós adossat a la rectoria, fent cantonada amb el carrer de Sant Cristòfol. Probablement construït a mitjans dels anys 80, pel carrer de la rectoria segueix l'estil de portes i finestres de la rectoria però pel carrer de Sant Cristòfol les obertures prenen unes formes més rectes i la disposició és més pròpia de les vivendes de planta baixa amb portal i finestra i un pis amb finestra i balcó. El mur és de pedra i la part arrebossada va ser pintada de color violeta.
L'ús d'aquest casal és probablement el d'oferir un servei a les persones més necessitades de la població.